# Pozorrubielos de la Mancha
Pozorrubielos de la Mancha település Spanyolországban, Cuenca tartományban. Pozorrubielos de la Mancha Alarcón, Valhermoso de la Fuente, Motilla del Palancar, El Peral, Villanueva de la Jara, El Picazo és Tébar községekkel határos. Lakosainak száma 164 fő (2024).

## Népesség
A település népessége az utóbbi években az alábbiak szerint változott:
| Lakosok száma | 284  | 276  | 299  | 361  | 297  | 233  | 204  | 180  | 191  | 164  |
|               | 2001 | 2004 | 2006 | 2009 | 2011 | 2014 | 2016 | 2019 | 2021 | 2024 |